# Jabberwocky

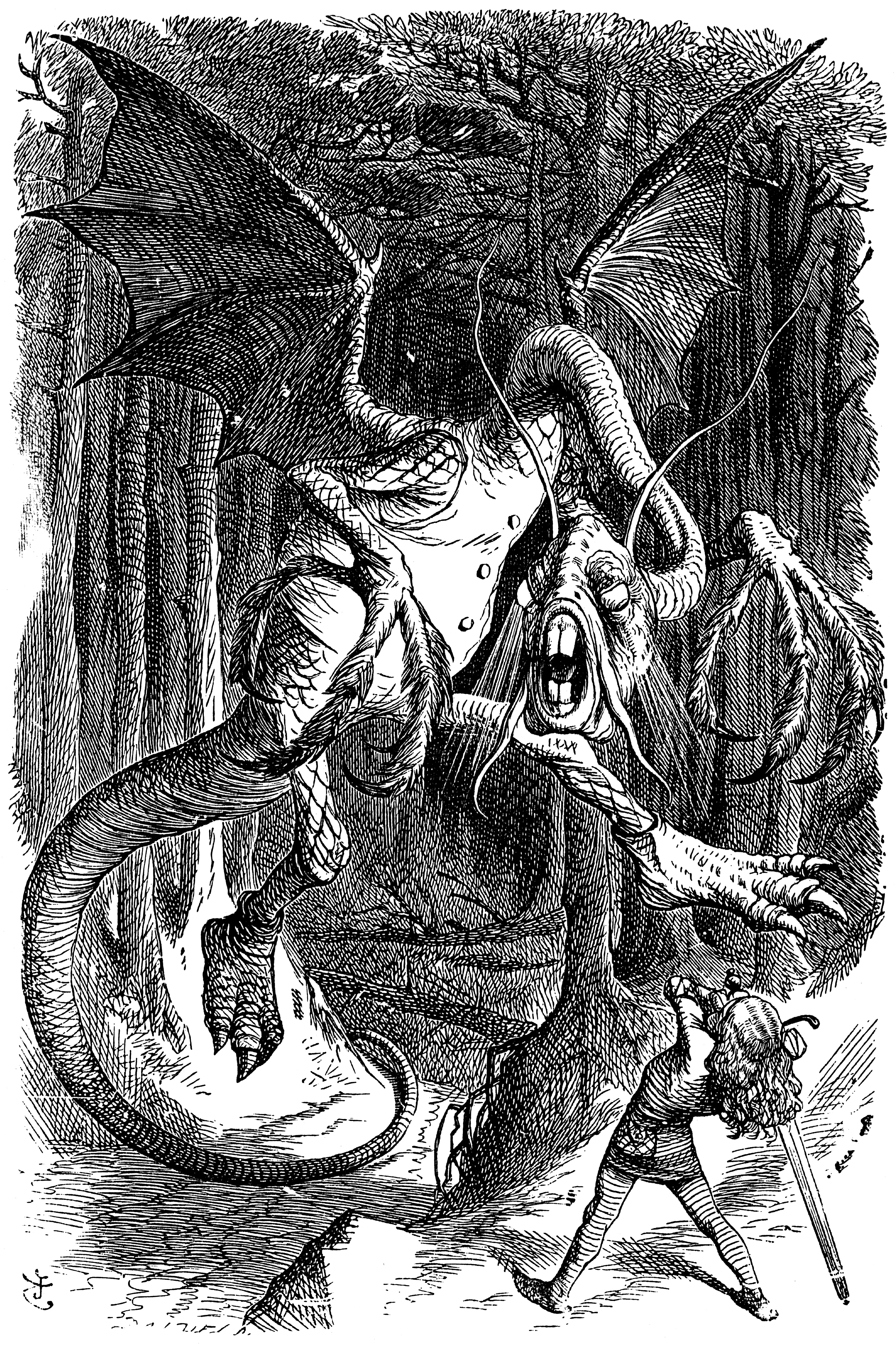
Il·lustració del Jabberwock, de John Tenniel

Jabberwocky és un poema escrit pel britànic Lewis Carroll, que el va incloure dins la seva obra A través de l'espill el 1871. Jabberwocky és possiblement un dels poemes sense sentit més coneguts.
Moltes de les paraules usades en el poema van ser ideades pel mateix Carroll, moltes d'aquestes portmanteaus, o fusions de paraules. En el llibre, el personatge Humpty Dumpty dona les definicions d'algunes de les paraules de la primera estrofa. Carroll va explicar-ne el significat d'algunes altres en obres posteriors, així com la seva pronunciació. Algunes de les paraules inventades en aquest poema (com per exemple, chortled, galumphing i frabjous) s'han incorporat a la llengua anglesa. La mateixa paraula Jabberwocky és utilitzada en anglès per a referir-se al llenguatge sense sentit.